# Acrapex hamulifera
Acrapex hamulifera är en fjärilsart som beskrevs av George Francis Hampson 1893. Acrapex hamulifera ingår i släktet Acrapex och familjen nattflyn. Inga underarter finns listade i Catalogue of Life.